# Fidélité Productions
Ne doit pas être confondu avec Fideline Films.
Snc Audiovisuel Ff ex Fidélité Productions, parfois appelée Fidélité Films, était une société française de production cinématographique. Elle a notamment produit les courts et longs métrages de François Ozon, Laurent Tirard et Laurent Tuel. Elle cesse ses activités en 2019.

## Historique
La société Fidélité Films est rachetée avec son catalogue de productions par le Groupe M6 en juillet 2017.
En mars 2018 elle change de nom : Snc Audiovisuel Ff.

## Filmographie
- 1994 : Action vérité de François Ozon
- 1995 : La Petite Mort de François Ozon
- 1996 : Une robe d'été de François Ozon
- 1997 : Regarde la mer de François Ozon
- 1998 : Sitcom de François Ozon
- 1999 : Les Amants criminels de François Ozon
- 2000 : Sous le sable de François Ozon
- 2000 : Promenons-nous dans les bois de Lionel Delplanque
- 2000 : À corps perdu d'Isabelle Broué
- 2000 : Gouttes d'eau sur pierres brûlantes de François Ozon
- 2001 : Un jeu d'enfants de Laurent Tuel
- 2002 : Huit Femmes de François Ozon
- 2003 : Swimming Pool de François Ozon
- 2004 : Mensonges et trahisons et plus si affinités... de Laurent Tirard
- 2004 : 5x2 de François Ozon
- 2004 : Je suis un assassin de Thomas Vincent
- 2004 : Tout le plaisir est pour moi d'Isabelle Broué
- 2004 : Podium de Yann Moix
- 2005 : Combien tu m'aimes ? de Bertrand Blier
- 2005 : L'Avion de Cédric Kahn
- 2005 : Le Temps qui reste de François Ozon
- 2005 : Anthony Zimmer de Jérôme Salle
- 2006 : Quatre Étoiles de Christian Vincent
- 2009 : De l'autre côté du lit de Pascale Pouzadoux
- 2009 : Le Petit Nicolas de Laurent Tirard
- 2011 : The Prodigies d'Antoine Charreyron
- 2011 : Hideaways d'Agnès Merlet
- 2012 : Astérix et Obélix : Au service de Sa Majesté de Laurent Tirard
- 2013 : La Grande Boucle de Laurent Tuel
- 2014 : Les vacances du Petit Nicolas de Laurent Tirard
- 2014 : Sous les jupes des filles d'Audrey Dana
- 2014 : L'Homme qu'on aimait trop d'André Téchiné
- 2016 : L'Odyssée de Jérôme Salle
- 2017 : Django d'Étienne Comar
- 2018 : Les Aventures de Spirou et Fantasio d'Alexandre Coffre